# Idir Boutrif
Idir Boutrif, né le 6 février 2000 à Mont-Saint-Martin en France, est un footballeur franco-algérien qui joue au poste d'attaquant à l'UN Käerjéng 97.

## Biographie

### RE Virton (2019 - 2020)
Après des passages dans plusieurs centres de formation européens, le joueur s'engage pour trois ans avec le RE Virton en Belgique dès 2019 où il intègre l'équipe réserve du club.
En 2020, son passage au sein du club belge est perturbé par des difficultés financières rencontrées par ce dernier, qui conduit à son départ.

### CS Fola Esch (2021 - 2022)
En janvier 2021, le joueur s'engage avec le CS Fola Esch, club de BGL Ligue, en étant libre de tout contrat après son départ de Belgique.
Dès sa première saison avec les luxembourgeois, il remporte le premier trophée de sa carrière en remportant le championnat.

### MC Alger (2022)
En 2022, il signe un contrat de trois ans avec le MC Alger, en Algérie, devenant ainsi la quatrième recrue estival du club algérien.
L'aventure se passant mal, ne jouant pas du tout, le joueur et le club décident de résilier le contrat à l'amiable.

### FC Gagra (2023)
Après son court passage en Algérie, le joueur s'engage avec le FC Gagra en Erovnuli Liga, la première division géorgienne.

### UN Käerjéng 97 (depuis 2023)
En août 2023, le joueur s'engage avec l'UN Käerjéng 97, club de BGL Ligue, au Luxembourg.

## Palmarès
| CS Fola Esch (1) :                |
| --------------------------------- |
| - BGL Ligue (1) - Champion : 2021 |